# Ludovic Quistin
Ludovic Quistin (Basse-Terre, 24 maggio 1984 – Bouliqui, 28 maggio 2012) è stato un calciatore francese, di ruolo difensore.

## Biografia
Era cugino di William Gallas. È morto a Bouliqui, in un incidente stradale.

## Caratteristiche tecniche
Era un terzino sinistro.

## Carriera

### Club
Ha cominciato a giocare al Billericay Town. Nel 2005 si è trasferito all'Havant & Waterlooville. Dopo una stagione in cui non riesce a collezionare alcuna presenza, nell'estate 2006 viene ceduto al Dorchester Town. Nel gennaio 2007 è stato acquistato dal Tamworth. Nell'estate 2007 si è trasferito al Boston United, per poi passare pochi mesi dopo allo Swindon Town. Nel gennaio 2008 è passato all'Halesowen Town. Nella stagione 2008-2009 è stato protagonista di vari trasferimenti (Weston, Fisher Athletic, Grays Athletic). Nell'estate 2009 è passato all'Hednesford. Nel gennaio 2010 è stato acquistato dallo United of Manchester, in cui ha militato fino al 2011.

### Nazionale
Ha debuttato in Nazionale il 6 giugno 2007, in Guadalupa-Haiti (1-1). Ha partecipato, con la Nazionale, alla Gold Cup 2007. Ha collezionato in totale, con la maglia della Nazionale, 9 presenze.